# Alfatar Peninsula
Alfatar Peninsula är en udde i Antarktis. Den ligger i Sydshetlandsöarna. Argentina, Chile och Storbritannien gör anspråk på området.
Terrängen inåt land är platt åt nordväst, men åt sydost är den kuperad. Havet är nära Alfatar Peninsula västerut. Trakten är glest befolkad. Närmaste befolkade plats är Maldonado Station, 9,7 kilometer söder om Alfatar Peninsula. 